# Machaonia cymosa
Machaonia cymosa är en måreväxtart som först beskrevs av Olof Swartz, och fick sitt nu gällande namn av August Heinrich Rudolf Grisebach. 
Machaonia cymosa ingår i släktet Machaonia och familjen måreväxter. Artens utbredningsområde är Jamaica. Inga underarter finns listade i Catalogue of Life.